# ベルント・カンネンベルク
ベルント・カンネンベルク（Bernd Kannenberg、1942年8月20日 - 2021年1月13日）は、旧西ドイツの陸上競技選手。1972年ミュンヘンオリンピックの男子50km競歩金メダリストである。

## 経歴
カンネンベルクは1972年ミュンヘンオリンピックの50km競歩で、3時間56分11秒6のタイムで金メダルを獲得した。オリンピックの50km競歩で初めて4時間を切るタイムで優勝した選手となった。さらに2年後のヨーロッパ選手権では20km競歩でも銀メダルを獲得した。
しかし、1976年モントリオールオリンピックでは50km競歩が行われなかったため、20km競歩のみのエントリーとなったが、故障のため出場することなくリタイアした。
2021年1月13日水曜日に死去。78歳没。

## 主な実績
| 年   | 大会                 | 場所                       | 種目     | 結果 | 記録          |
| ---- | -------------------- | -------------------------- | -------- | ---- | ------------- |
| 1972 | オリンピック         | ミュンヘン(西ドイツ)       | 50km競歩 | 1位  | 3時間56分12秒 |
| 1973 | W杯競歩              | ルガーノ(スイス)           | 50km競歩 | 1位  | 3時間56分51秒 |
| 1974 | ヨーロッパ陸上選手権 | ローマ(イタリア)           | 20km競歩 | 2位  | 1時間29分39秒 |
| 1975 | W杯競歩              | グランクヴィリー(フランス) | 20km競歩 | 2位  | 1時間26分20秒 |